# 365 (медиакорпорация)
365 — исландская медиакорпорация. На пике своего развития управляла несколькими телеканалами и радиостанциями, а также одной газетой. 365 ретранслировала иностранные телеканалы через свою систему цифрового телевидения. Компания начала вещание радиостанции Bylgjan в 1986 году, телеканалов Stöð 2, Stöð 2 Sport — в 1986 и 1995 годах соответственно, Stöð 2 Bíó — в 1998 году и начала издавать Fréttablaðið в 2001 году. В 2017 году компания продала большую часть своих активов компании Fjarskipti ehf, материнской компании Vodafone Iceland.

## История
В 2015 году 365 Miðlar купила исландскую телекоммуникационную компанию Tal и присоединила её к своей деятельности.
В 2017 году 365 Miðlar продала большую часть своих активов компании Fjarskipti ehf, материнской компании Vodafone Iceland, включая сайт Vísir.is. 365 Miðlar сохранила компанию Fréttablaðið и открыла для неё новый сайт frettabladid.is.
В октябре 2019 года Хельги Магнуссон и другие инвесторы купили акции 365 Miðlar в Torg ehf., издательской компании, стоящей за Fréttablaðið. Ранее в 2019 году Хельги купил 50 % акций Torg ehf.